# Élections fédérales canadiennes de 2006 en Nouvelle-Écosse
Voici les résultats des élections fédérales canadiennes de 2006 dans la province de la Nouvelle-Écosse. Les candidats sortants sont en italiques ; les gagnants sont en caractères gras.

## Résultats des élections canadiennes de 2006 en Nouvelle-Écosse
Cape Breton—Canso
- Rodger Cuzner - Parti libéral
- Rob Hines - Parti vert
- Kenzie MacNeil - Parti conservateur
- Hector Morrison - Nouveau Parti démocratique

Nova-Centre
- Allan H. Bezanson - Parti marxiste-léniniste
- Alexis MacDonald - Nouveau Parti démocratique
- Peter MacKay - Parti conservateur
- David Orton - Parti vert
- Dan Walsh - Parti libéral

Cumberland—Colchester—Musquodoboit Valley
- Bill Casey - Parti conservateur
- Bruce Farrell - Parti vert
- Gary Richard - Parti libéral
- Margaret Sagar - Nouveau Parti démocratique
- Rick Simpson - Indépendant

Dartmouth—Cole Harbour
- Robert Campbell - Parti conservateur
- Peter Mancini - Nouveau Parti démocratique
- Elizabeth Perry - Parti vert
- Mike Savage - Parti libéral
- Charles Spurr - Parti marxiste-léniniste

Halifax
- Andrew House - Parti conservateur
- Martin McKinnon - Parti libéral
- Alexa McDonough - Nouveau Parti démocratique
- Tony Seed - Parti marxiste-léniniste
- Nick Wright - Parti vert

Halifax-Ouest
- Alan Hill - Nouveau Parti démocratique
- Rakesh Khosla - Parti conservateur
- Geoff Regan - Parti libéral
- Tony Seed - Parti marxiste-léniniste
- Thomas Trappenberg - Parti vert

Kings—Hants
- Chummy Anthony - Parti marijuana
- Scott Brison - Parti libéral
- Mary DeWolfe - Nouveau Parti démocratique
- Bob Mullan - Parti conservateur
- Sheila Richardson - Parti vert

Sackville—Eastern Shore
- Paul Francis - Parti conservateur
- Richard MacDonald - Parti vert
- Dawn O'Hearn - Parti libéral
- Peter Stoffer - Nouveau Parti démocratique

South Shore—St. Margaret's
- Katie Boudreau - Parti vert
- Gordon Earle - Nouveau Parti démocratique
- James Hnatiuk - Parti de l'héritage chrétien
- Darien Huskilson - Parti libéral
- Gerald Keddy - Parti conservateur

Sydney—Victoria
- John Hugh Edwards - Nouveau Parti démocratique
- Mark Eyking - Parti libéral
- Howie MacDonald - Parti conservateur
- Chris Milburn - Parti vert

Nova-Ouest
- Arthur Bull - Nouveau Parti démocratique
- Matthew Granger - Parti vert
- Greg Kerr- Parti conservateur
- Greg Kerr - Indépendant
- Robert Thibault - Parti libéral